# Вучевич, Милош
Милош Вучевич (серб. Милош Вучевић; род. 10 декабря 1974, Нови-Сад) — сербский юрист, политический и государственный деятель. Премьер-министр Сербии со 2 мая 2024 по 16 апреля 2025 года (и. о. с 28 января 2025 года). С 2023 года является президентом Сербской прогрессивной партии. Ранее он был мэром Нови-Сада (2012—2022), министром обороны и заместителем премьер-министра Сербии (2022—2024).

## Ранняя жизнь, образование и юридическая карьера
Родился 10 декабря 1974 года в Нови-Саде, САК Воеводина, СР Сербия, СФР Югославия. Он окончил начальную школу в Нови-Саде и среднюю школу в Бачки-Петроваце. В 2002 году Вучевич окончил юридический факультет Нови-Садского университета.
Вучевич занимался юридической практикой в бюро семейного права до 2012 года.

## Политическая карьера
Вучевич начал свою политическую карьеру в качестве члена крайне правой Сербской радикальной партии (СРС), где его отец был высокопоставленным членом. Позже, в 2008 году, СРС раскололись, и Вучевич присоединился к отколовшейся Сербской прогрессивной партии (СНС), возглавляемой Томиславом Николичем и Александром Вучичем. Он является близким соратником и доверенным лицом Александра Вучича и его брата Андрея.

### Мэр Нови-Сада (2012—2022)
После местных выборов 2012 года Вучевич был избран мэром Нови-Сада новым большинством голосов, возглавляемым СНС, хотя СНС набрала лишь 16,44 % голосов избирателей. С 2015 по 2016 год он был членом совета директоров Национального альянса местного экономического развития (NALED). Он был переизбран мэром после местных выборов 2016 и 2020 годов.
В ноябре 2021 года был избран вице-президентом партии на партийном собрании СНС.

### Заместитель премьер-министра и министр обороны (2022—2024)
23 октября 2022 года председатель Сербской прогрессивной партии Александр Вучич объявил, что его партия будет рекомендовать Милоша Вучевича в качестве следующего заместителя премьер-министра и министра обороны Сербии. 24 октября он подал в отставку с поста мэра города Нови-Сад, и два дня спустя его сменил Милан Джурич. Вучевич был приведён к присяге в качестве заместителя премьер-министра и министра обороны 26 октября в составе третьего кабинета Анны Брнабич. Высказывались предположения, что Вучевич сменит Вучича на посту президента Сербской прогрессивной партии после его возможной отставки.
В апреле 2023 года, после утечки документов Пентагона, произошла утечка документов, в которых утверждалось, что Сербия согласилась продавать оружие украинской армии для борьбы с российскими войсками. Вучевич опроверг эти обвинения, назвав их ложными, и заявил, что Сербия не продавала и не будет продавать оружие никому из участников конфликта. Он предположил, что кто-то пытается дестабилизировать обстановку в стране и втянуть Сербию в конфликт. В то же время он не исключил, что какое-то количество сербского оружия попало в зону боевых действий иным путём.

### Председатель Сербской прогрессивной партии (с 2023)
27 мая 2023 года Вучевич был избран президентом СНС. Он также подтвердил, что в конце июня СНС присоединится к объявленному Вучичем Народному движению за государство (NPZD). Журналистка Ана Лалич охарактеризовала это изменение как «косметическое».

### Премьер-министр Сербии (2024—2025)
2 мая 2024 года Народная скупщина Сербии избрала Вучевича премьер-министром Сербии.
28 января 2025 года Вучевич подал в отставку после массовых протестов, связанных с обрушением навеса на железнодорожной станции Нови-Сада, а также после нескольких инцидентов, в которых члены Сербской прогрессивной партии нападали на студентов в Нови-Саде. Его отставка была принята Народной скупщиной 19 марта. Он продолжит исполнять свои обязанности, пока Народная скупщина не изберёт нового премьер-министра. Если этого не произойдёт до 18 апреля, в стране пройдут внеочередные парламентские выборы.

## Политические взгляды

### Внешняя политика
Вучевич выступает за вступление Сербии в Европейский союз, в то же время заявляя, что Сербия не может стать его членом, «испытывая унижение и стыд, потому что тогда она никогда не будет хорошим членом ЕС». 24 марта 2019 года Вучевич заявил, что бомбардировки Югославии силами НАТО были военным преступлением. Он выступает против введения санкций против России в связи с её вторжением в Украину в 2022 году.

### Косовский вопрос
Вучевич выступает против признания независимости Косово, добавляя, что Косово является «государствообразующей ДНК нашего народа и нашей страны».

## Личная жизнь
Отец Вучевича, Зоран, был юристом и высокопоставленным членом СРС, который занимал пост председателя городского собрания Нови-Сада с 2004 по 2007 год. Его отец умер в 2021 году. По отцовской линии имеет черногорско-сербское происхождение, его семья родом из деревни Безово недалеко от Подгорицы и принадлежит к племени кучи. Его прадед по отцовской линии погиб, сражаясь в Первой мировой войне, а дед по отцовской линии погиб, сражаясь во Второй мировой войне.
Вучевич женат, имеет двух сыновей.